# Paganella

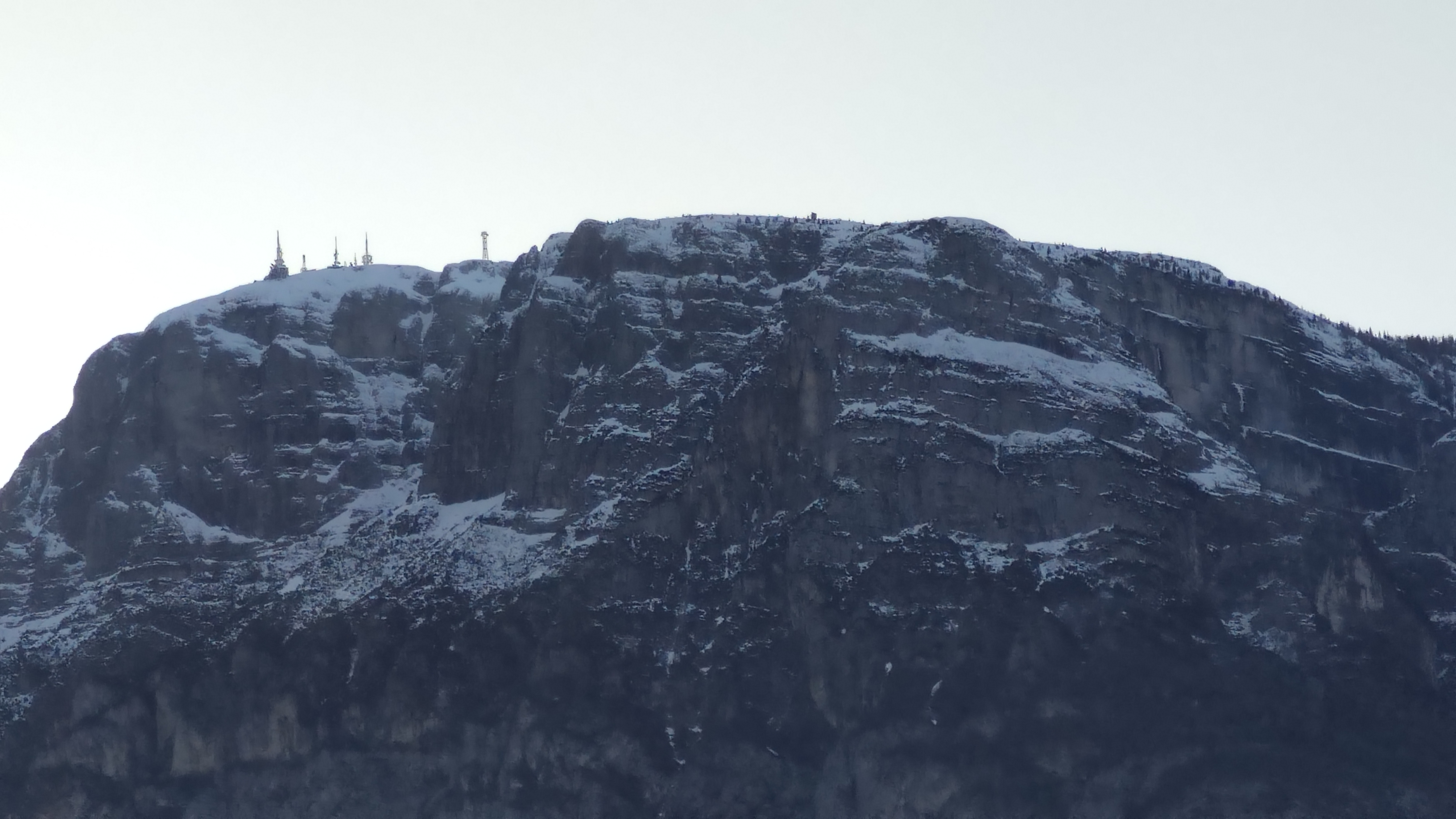
La Paganella vista da Lavis sulla SS612

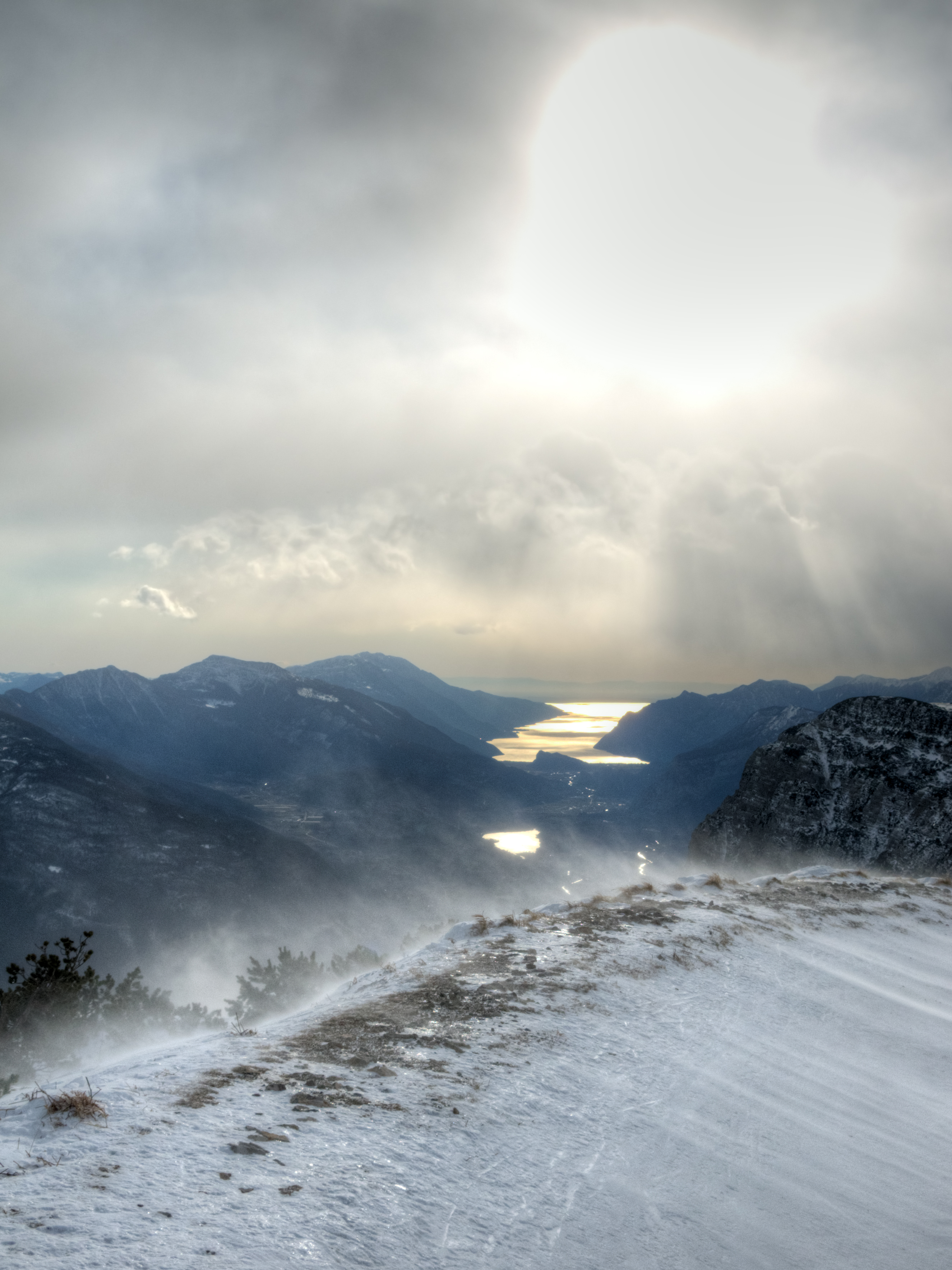
Il Lago di Garda da Cima Paganella

La Paganella è un gruppo montuoso che si trova in Provincia di Trento, interessando i comuni di Fai della Paganella, Andalo, Molveno, Vallelaghi, Cavedago e Terre d'Adige e sovrastando la città di Trento da nord-ovest e ancora più a nord il comune di Lavis. Il suo nome verrebbe dall'appellativo "la valle del pagus", circoscrizione territoriale rurale per i Romani. La Paganella è composta da rocce sedimentarie.
Si tratta di un piccolo gruppo montuoso composto da alcune cime, di cui la vetta più alta è la Roda, con un'altezza di 2125 metri, con le cime minori che sono gli Spaloti di Fai e il Becco di Corno a nord, gli speroni Annetta e Vettorato a sud. Sulla vetta è ubicata la stazione meteorologica di Paganella, ufficialmente riconosciuta dall'organizzazione meteorologica mondiale, che costituisce un punto di riferimento per lo studio e l'analisi del clima della corrispondente area alpina.

## Storia
Da reperti archeologici (selci, cocci di terracotta) ritrovati nel lago di Molveno si ha testimonianza della presenza dell'uomo nell'area sin dal neolitico. L'uomo era presente in maniera stabile nella "valle delle Seghe" a partire dal III millennio a.C., per poi spostarsi nei pressi di Molveno a seguito della frana che creò l'omonimo lago.
Altre testimonianze parlano della presenza vicino a Fai della Paganella di un villaggio retico del V - IV secolo a.C. La conquista romana lascia poche tracce nell'Altopiano. Anche la cristianizzazione della Paganella avviene tardi rispetto al Trentino e all'Alto Adige, fra il V e VI secolo. 
Nell'alto Medioevo, la regione ebbe a subire numerose invasioni dovute alla collocazione strategica della val d'Adige (Longobardi nel 560 d.C. e poi i Franchi nel 590 d.C.). L'Altopiano fu conteso nel corso dei secoli XIII e XIV dai Vescovi di Trento, i conti di Flavon ed i conti del Tirolo. In epoca napoleonica, gli Austriaci contrastarono l'avanzata dei Francesi nella zona.

## Turismo
Grossa differenza vi è tra i due versanti della Paganella.Il versante ovest, quello che guarda sull'altipiano di Andalo e Fai è ricco di boschi, sentieri e piste da sci. Questa zona è quella maggiormente frequentata nel periodo invernale grazie alla presenza di innumerevoli piste sciistiche e strutture ricettive. Vi si allena la nazionale di sci norvegese e si svolgono numerose gare, anche a livello europeo.
Il versante est cala a picco sulla valle dell'Adige.Con le sue pareti calcaree, questa era un tempo la palestra dei rocciatori cittadini e sulle vie più ardite si cimentavano autentici fuoriclasse come Bruno Detassis e Cesare Maestri.
Nel 2016 è stata aperta una via ferrata, la via ferrata delle aquile, che da Cima Roda (2.125 m) costeggia la base del Dente di Corno.

### SkiArea

#### Piste da sci alpino

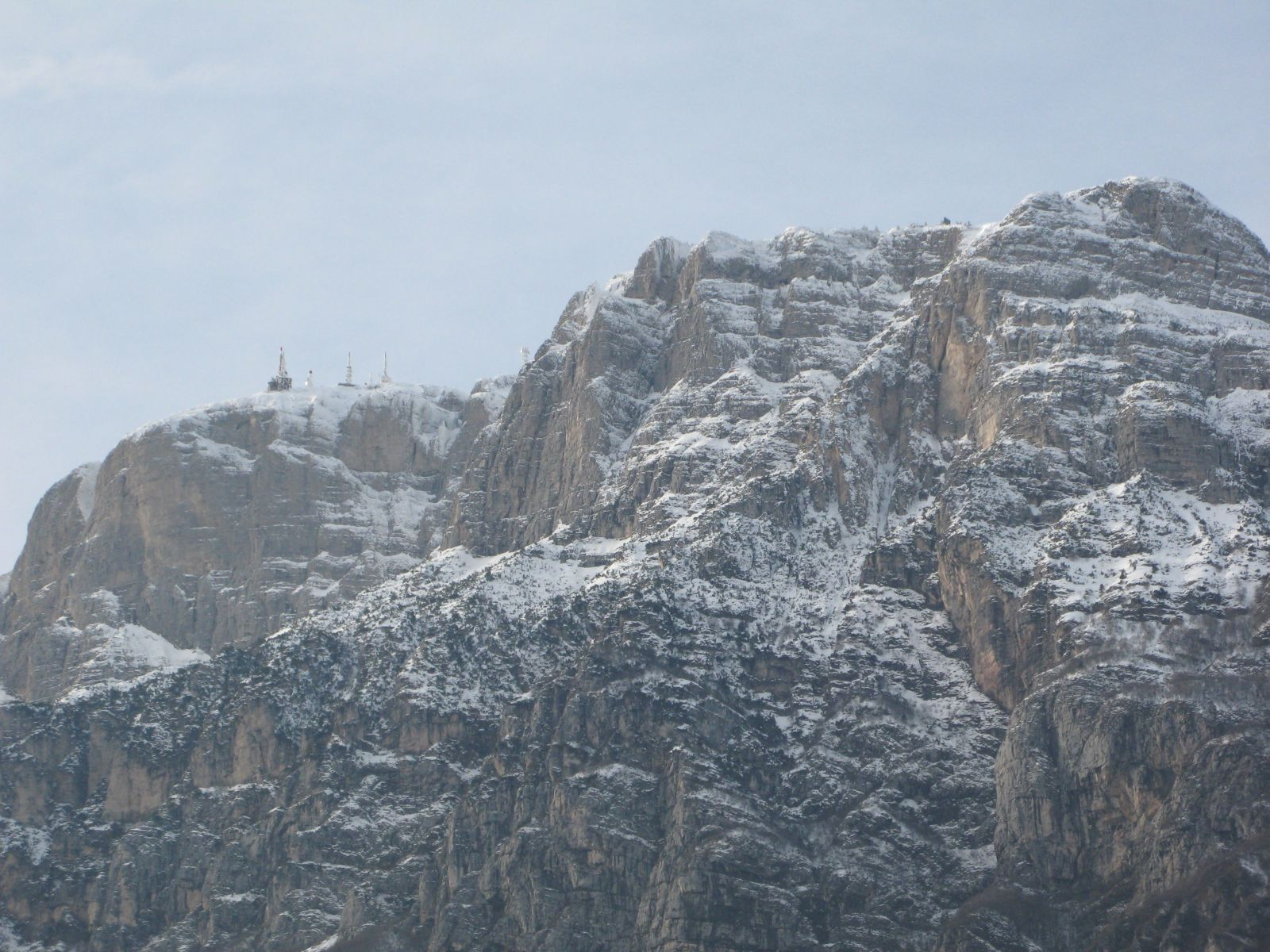

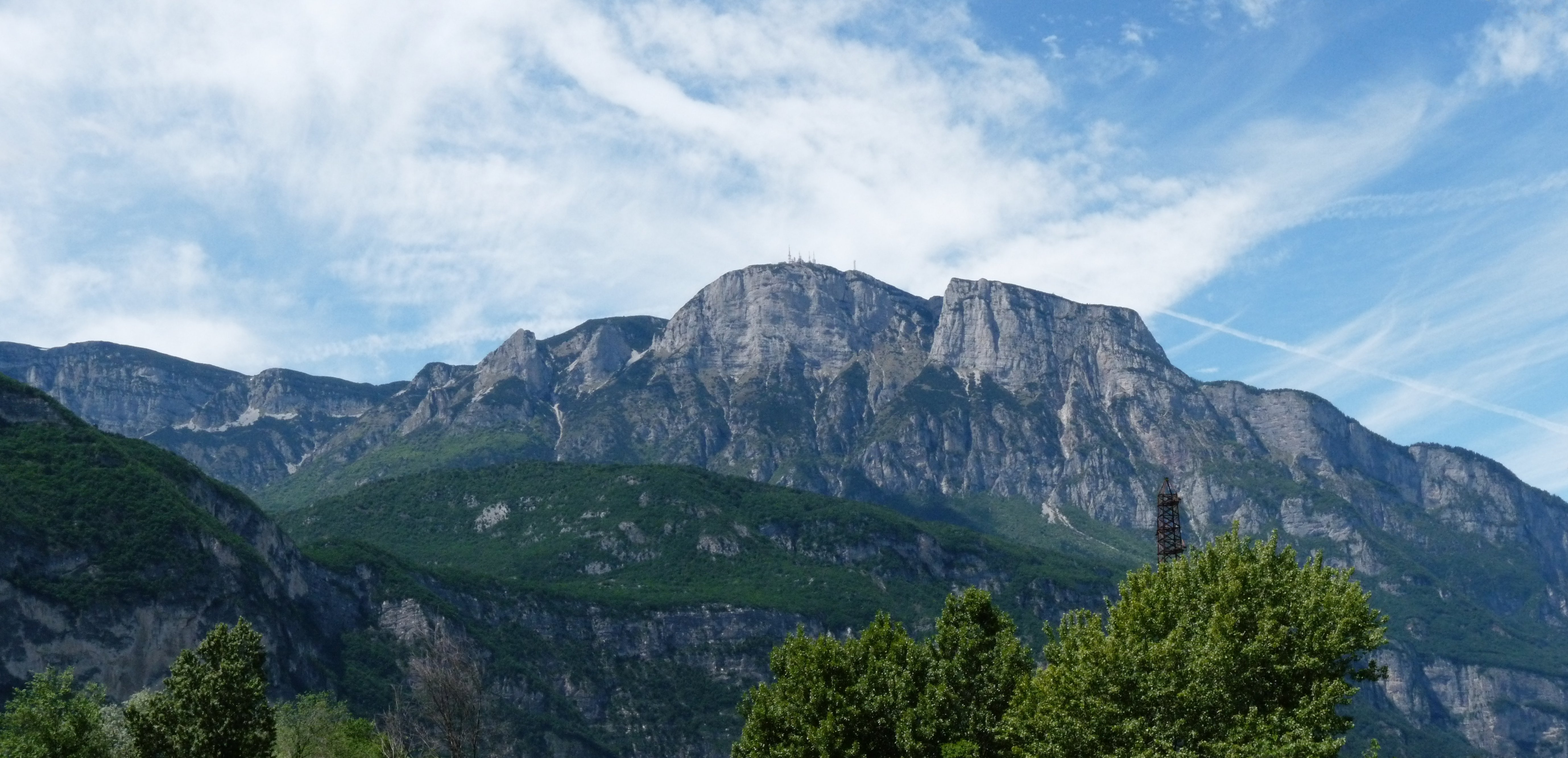

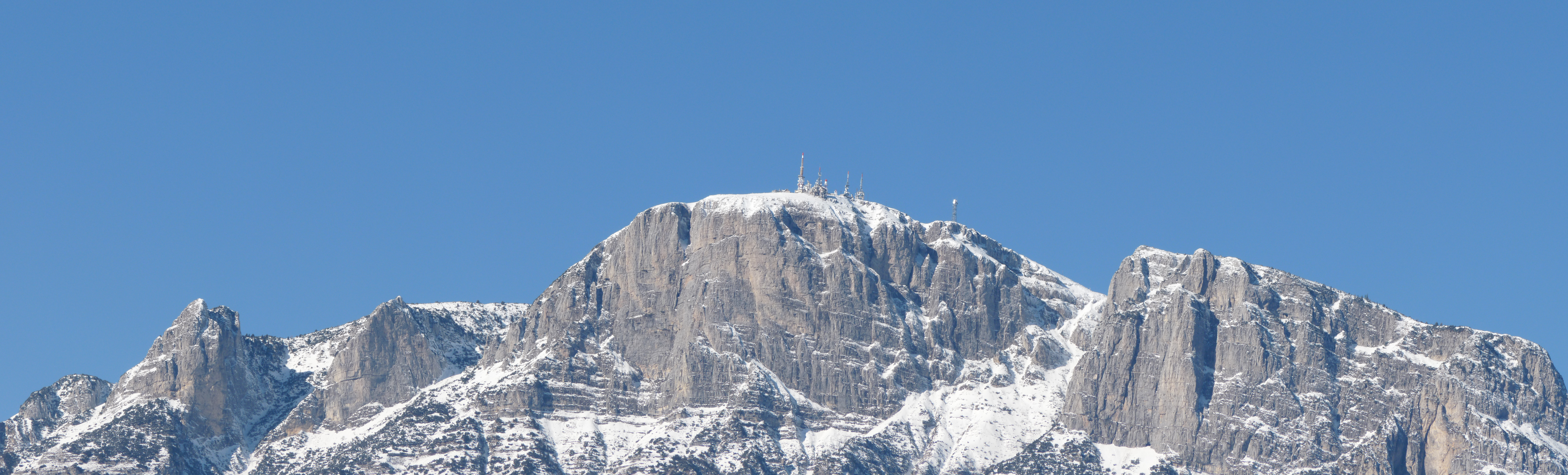

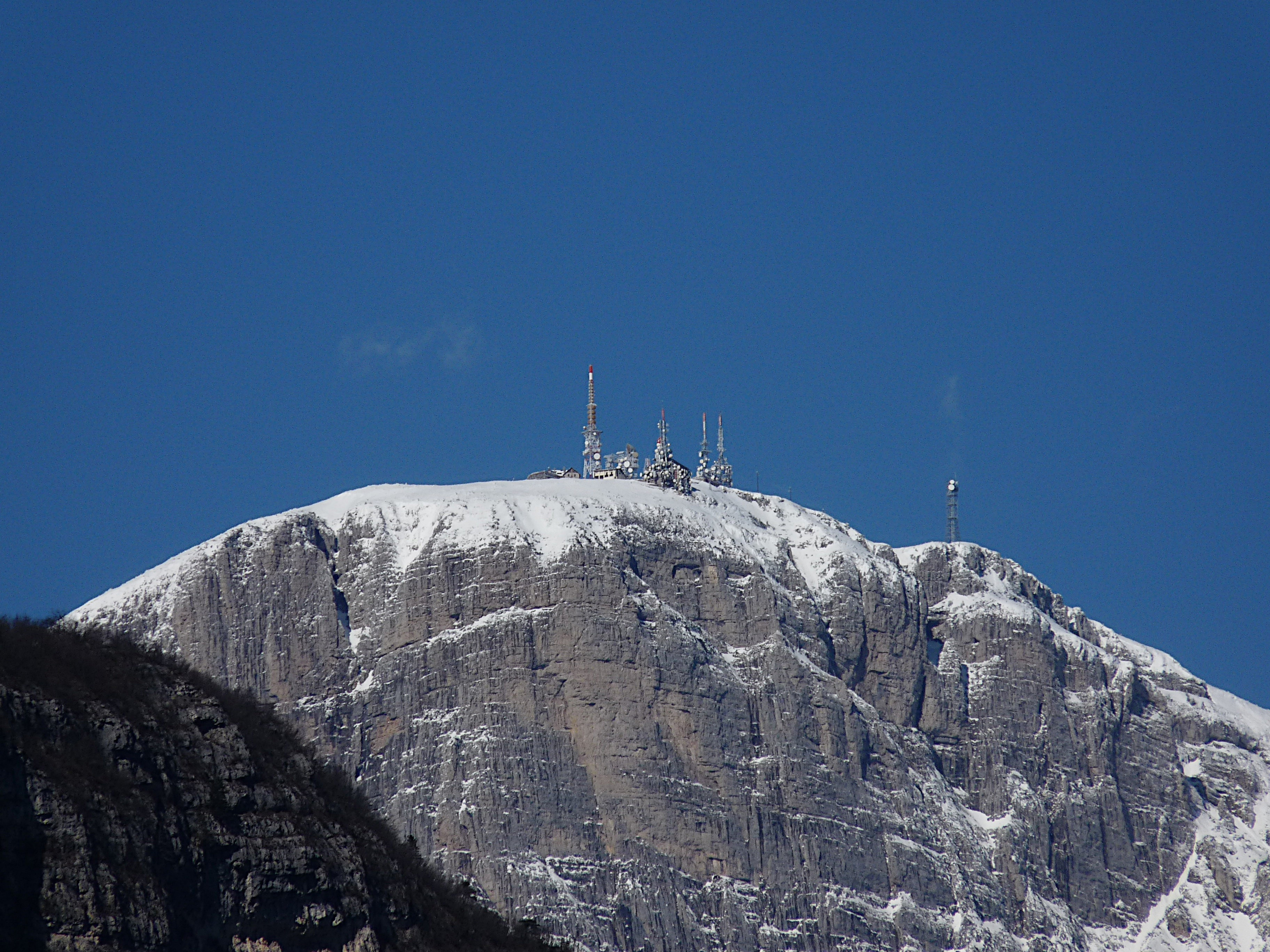

| Nome pista                | Difficoltà | Codice | Servita dagli impianti                                                                         | Lunghezza | Note | Versante            |
| ------------------------- | ---------- | ------ | ---------------------------------------------------------------------------------------------- | --------- | --- | ------------------- |
| La rocca                  | Media      | A      | Santel-Meriz                                                                                   | 1900 m    | È l'ultimo tratto del complesso di piste che dalla Cima Paganella porta a riprendere l'impianto di risalita a Fai | Fai della Paganella |
| Meriz                     | Facile     | B      | Meriz                                                                                          | 550 m     | Corrisponde all'ultimo tratto della vecchia pista Malga Fai. | Fai della Paganella |
| Dosso Larici              | Media      | C      | Meriz-La Selletta, Dosson-La Selletta                                                          | 2700 m    | È caratterizzata da curve a S. | Fai della Paganella |
| Panoramica                | Media      | D      | Albi de Mez-Cima Paganella, La Selletta-Cima Paganella                                         | 900 m     | Una delle piste più alte del comprensorio e anche tra le più brevi : collega la Cima Paganella alla "Selletta" | Fai della Paganella |
| Nuvola Rossa              | Media      | V      | Albi de Mez-Cima Paganella, La Selletta-Cima Paganella, Meriz-La Selletta, Dosson- La Selletta | 3500 m    | Il tratto iniziale è molto ripido (con pendenza molto pronunciata) mentre quello finale - meno impegnativo - corrisponde al tracciato della vecchia pista Malga Fai; è una delle prime piste con piazzole a bordi pista.                                                                                                | Fai della Paganella |
| Rolly Marchi              | Facile     | T3     | Rolly Marchi                                                                                   | 85 m      | Campo scuola; ha sostituito il campo scuola "Sciovia Malga Fai" (ex Z). | Fai della Paganella |
| 3 Tre (Selletta)          | Media      | E      | Dosson- La Selletta, Meriz-La Selletta                                                         | 1100 m    | Partendo dalla Selletta tramite questa pista è possibile raggiungere il Raccordo Gallo Cedrone, l'impianto Albi de Mez- Cima Paganella e l'imbocco della pista Olimpionica 2 | Andalo              |
| Malga Zambana (Traliccio) | Media      | F      | Albi de Mez-Cima Paganella                                                                     | 600 m     | Viene spesso utilizzata per le gare di slalom sia gigante che speciale. | Andalo              |
| Olimpionica 3             | Media      | G      | Albi de Mez-Cima Paganella, La Selletta-Cima Paganella                                         | 1500 m    | Coincide con la parte alta della pista, che dalla Cima Paganella scende fino al Rifugio Albi de Mez. Questo tratto di pista, di media difficoltà, è molto panoramico, offrendo stupende vedute sulle Dolomiti di Brenta ed è servito dalla seggiovia quadriposto ad agganciamento automatico Albi de Mez-Cima Paganella | Andalo              |
| Olimpionica 2             | Difficile  | H      | Andalo-Doss Pelà                                                                               | 1200 m    | Solo per sciatori esperti; viene utilizzata dalla Nazionale norvegese per gli allenamenti. È l'unica pista nera del comprensorio | Andalo              |
| Olimpionica 1             | Media      | I      | Andalo-Doss Pelà                                                                               | 2300 m    | Rappresenta il tratto meno in quota e più facile del tracciato, che dal Rifugio Pian Dosson raggiunge il centro abitato di Andalo, lambendo, nel tratto finale il campo scuola in località Rindole. | Andalo              |
| Sant'Antonio 2            | Facile     | J      | Sant'Antonio                                                                                   | 1300 m    | Fa parte del circuito piste facili ( o azzurre) | Andalo              |
| Cacciatori 1              | Facile     | L      | Andalo-Doss Pelà                                                                               | 2900 m    | Illuminazione notturna | Andalo              |
| Cacciatori 2              | Media      | M      | Andalo-Doss Pelà                                                                               | 1900 m    | La pista parte dall'arrivo della Conca d'Argento e collega di fatto Doss Pelà a Dosson | Andalo              |
| Jana Granda               | Media      | N      | Meriz-La Selletta, Dosson-La Selletta                                                          | 2000 m    | Inaugurata nel 2019, si tratta della pista più recente del comprensorio : lunga 2 kilometri e larga in media 45 metri, collega la " Selletta" a Dosson. | Andalo              |
| Raccordo Gallo Cedrone    | Media      | N1     | Albi de Mez-Cima Paganella                                                                     | 400 m     | È stato inaugurato insieme alla pista Jana Granda e si collega a quest ultima partendo dalla pista Olimpionica 3 | Andalo              |
| Skiweg Conca d'Argento    | Facile     | O      | Salare Conca                                                                                   | 700 m     | Fa parte del circuito piste facili. | Andalo              |
| Sant'Antonio 1            | Facile     | P      | Sant'Antonio, Salare Conca                                                                     | 1300 m    | Fa parte del circuito piste facili. | Andalo              |
| Paganella 2               | Media      | Q      | Prati di Gaggia - Paganella 2                                                                  | 2900 m    | Prima dell'inaugurazione della " Lupetto" era l'unica pista che consentiva di scendere a Laghet ; attualmente le due piste si incontrano alla fine e sfociano in un breve tratto comune. | Andalo              |
| Teresat                   | Facile     | R      | Teresat                                                                                        | 350 m     | Campo scuola. | Andalo              |
| Gaggia                    | Media      | S      | Laghet - Prati di Gaggia                                                                       | 1800 m    | È l'unica pista che partendo da Laghet consente di tornare ad Andalo | Andalo              |
| Rindole                   | Facile     | T      | Rindole                                                                                        | 550 m     | Campo scuola, è collegato tramite raccordo alla telecabina Andalo- Doss Pelà | Andalo              |
| Rindole (variante)        | Facile     | T1     | Rindole                                                                                        | 195 m     | Campo scuola, novità 2016-2017 | Andalo              |
| Laghet                    | Facile     | U      | Laghet                                                                                         | 430 m     | Campo scuola. | Andalo              |
| Salare                    | Facile     | W      | Salare Conca                                                                                   | 1200 m    | Fa parte del circuito piste facili. | Andalo              |
| Skiweg lo Scoiattolo      | Facile     | X      | Prati di Gaggia - Paganella 2, Sant'Antonio                                                    | 600 m     | Fa parte del circuito piste facili. È una delle piste di realizzazione più recente (2012). | Andalo              |
| Lupetto                   | Media      | Z      | Prati di Gaggia - Paganella 2                                                                  | 1400 m    | Aperta dalla stagione invernale 2015-16 | Andalo              |

#### Tracciati escursionistici
| Nome         | Codice | Lunghezza | Note                                                                   |
| ------------ | ------ | --------- | ---------------------------------------------------------------------- |
| 3 Tre        | Y      | 5700 m    | Tracciato escursionistico lungo il percorso della vecchia pista 3 Tre. |
| Dosson-Meriz | Y1     | 4300 m    |                                                                        |
| Pinguino     | Y2     | 750 m     |                                                                        |

#### Fuoripista
| Nome fuoripista            | Difficoltà | Servito dagli impianti                                  | Lunghezza | Versante |
| -------------------------- | ---------- | ------------------------------------------------------- | --------- | -------- |
| Fuoripista di Collegamento | Variabile  | Albi de Mez-Cima Paganella, La Selletta-Cima Paganella  | 1800 m    | Andalo   |
| Fuoripista cacciatori      | Media      | Sant'Antonio, Prati di Gaggia-Paganella 2, Salare Conca | 500 m     | Andalo   |

#### Campi Scuola
| Nome campo scuola   | Codice | Lunghezza | Note | Versante                    |
| ------------------- | ------ | --------- | --- | --------------------------- |
| Rolly Marchi        | T3     | 85 m      | Tapis roulant su pista Meriz (B) facile e corta; ideato per sostituire il campo scuola "Sciovia Malga Fai" (ex Z). | Fai della Paganella         |
| Meriz Scuola di sci | T4     | 30 m      | Tapis roulant riservato alla Scuola Sci Fai.                                                                       | Fai della Paganella         |
| Rindole             | T      | 30 m      | Due piste facili e corte con Tapis roulant riservato alle scuole di sci (T1).                                      | Andalo                      |
| Laghet              | U      | 30 m      | Pista facile e corta con due Tapis roulant, uno riservato alle scuole di sci (T2).                                 | Andalo                      |
| Teresat             | R      | 350 m     | Pista facile e corta.                                                                                              | Andalo                      |
| Paganella Fun Park  | -      |           | Con tapis roulant                                                                                                  | Fai della Paganella (paese) |

#### Piste da fondo
- Pista località Priori (Cavedago)
- Pista Giro Lago (Andalo)

#### Park

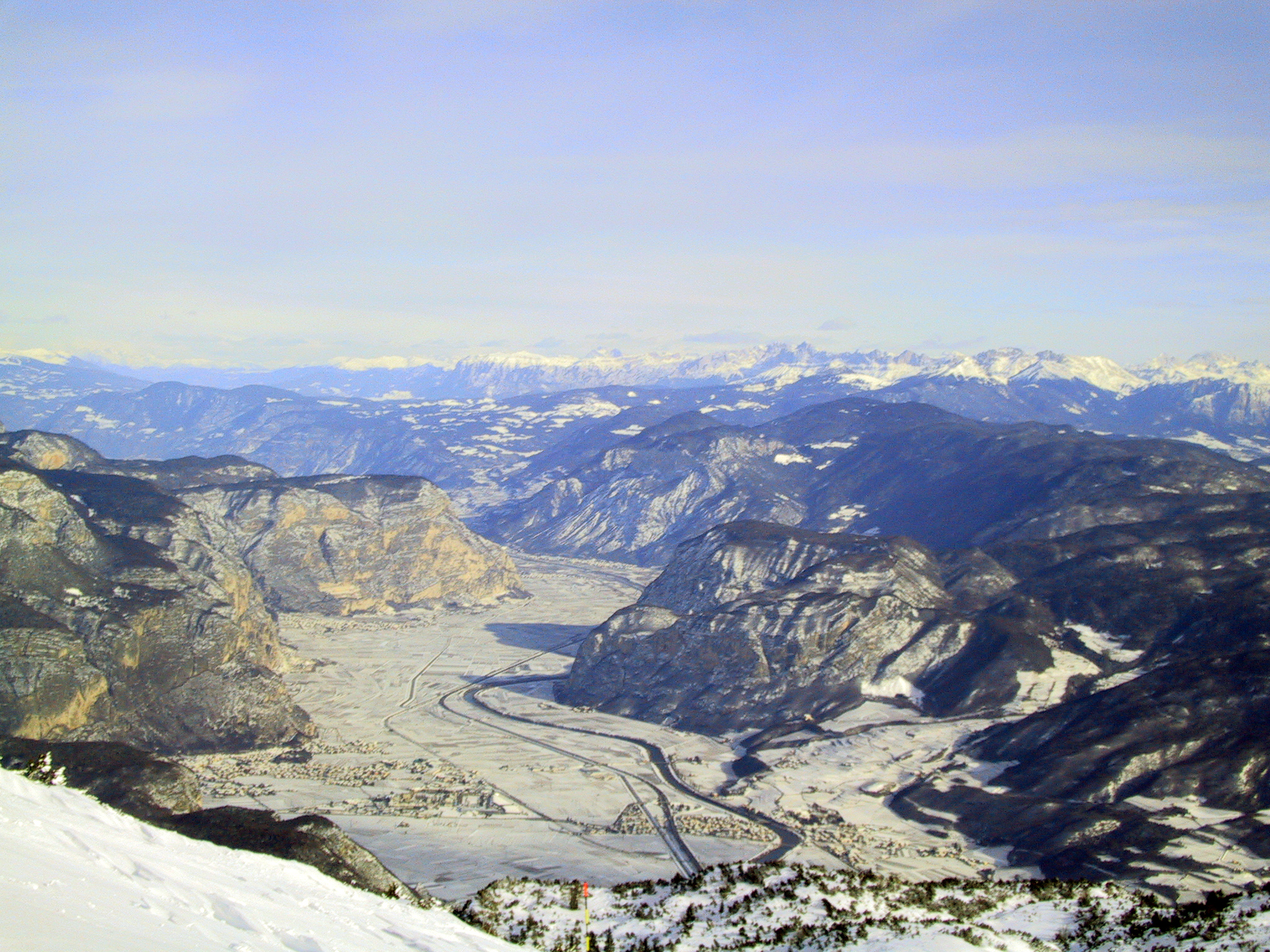
La Valle dell'Adige ripresa dalla Paganella

| Nome Park                 | Località            | Codice |
| ------------------------- | ------------------- | ------ |
| Snowpark                  | Pian Dosson         | M1     |
| Baby Park Dosson          | Pian Dosson         | M2     |
| Biblioigloo e Gaggia Park | Prati di Gaggia     | S1     |
| Mini Club                 | Andalo Life         | -      |
| Winterpark                | Andalo Life         | -      |
| Paganella Fun Park        | Fai della Paganella | -      |
| Forest Park               | Pradel (Molveno)    | -      |

#### Impianti di risalita attualmente in esercizio
| Tipo impianto                                   | Nome                        | Quota partenza-arrivo (m)                                           | Codice | Anno di costruzione       |
| ----------------------------------------------- | --------------------------- | ------------------------------------------------------------------- | ------ | ------------------------- |
| Telecabina 8 posti ad agganciamento automatico  | Andalo-Doss Pelà            | 1033-1782 (con stazione intermedia in località Pian Dosson, 1460 m) | 1      | 2005                      |
| Seggiovia 4 posti ad agganciamento automatico   | Albi de Mez-Cima Paganella  | 1750-2125                                                           | 2      | 2004                      |
| Telecabina 10 posti ad agganciamento automatico | Dosson-La Selletta          | 1470 - 1980                                                         | 3      | 2019                      |
| Telecabina 10 posti ad agganciamento automatico | Baby Express                | 1033-1146                                                           | 4      | 2023                      |
| Seggiovia 2 posti                               | Laghet-Doss                 | 1028-1060                                                           | 6      | 1981                      |
| Telecabina 8 posti ad agganciamento automatico  | Laghet-Prati di Gaggia      | 1030-1333                                                           | 7      | 2005                      |
| Seggiovia 4 posti                               | Teresat                     | 1336-1391                                                           | 8      | 2003                      |
| Seggiovia 4 posti ad agganciamento automatico   | Prati di Gaggia-Paganella 2 | 1333-1750                                                           | 9      | 1992                      |
| Seggiovia 4 posti ad agganciamento automatico   | Sant'Antonio                | 1693-1927                                                           | 10     | 2007                      |
| Seggiovia 4 posti                               | Salare Conca                | 1668-1858                                                           | 11     | 2002                      |
| Seggiovia 4 posti ad agganciamento automatico   | Santel-Meriz                | 1034-1423                                                           | 12     | 1996                      |
| Seggiovia 2 posti                               | Meriz                       | 1418-1520                                                           | 13     | 1979, modificata nel 2011 |
| Seggiovia 4 posti ad agganciamento automatico   | Meriz-La Selletta           | 1420-1985                                                           | 16     | 2004                      |
| Seggiovia 4 posti                               | La Selletta-Cima Paganella  | 1976-2125                                                           | 15     | 2007                      |
| Seggiovia 4 posti                               | Rindole-Doss de Lava        | 1043-1087                                                           | 17     | 2001                      |
| Tapis roulant                                   | Laghet (scuola di sci)      | 1040-1040                                                           | T2     |                           |
| Tapis roulant                                   | Laghet                      |                                                                     |        | 2015                      |
| Tapis roulant                                   | Rindole (scuola di sci)     | 1040-1040                                                           |        |                           |
| Tapis roulant                                   | Meriz (scuola di sci)       | 1420-1420                                                           | T4     | spostato nel 2014         |
| Tapis roulant                                   | Rolly Marchi                | 1430-1450                                                           | T4     | 2011                      |
| Tapis roulant                                   | Dosson                      | 1430-1480                                                           | T5     | 2011                      |

#### Impianti di risalita dismessi

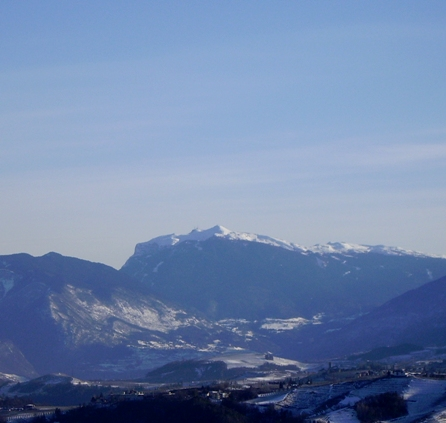
La Paganella vista da Revò.

| Tipo impianto                                 | Nome                       | Quota partenza- arrivo (m) | Anno di dismissione |
| --------------------------------------------- | -------------------------- | -------------------------- | ------------------- |
| Seggiovia 2 posti ad agganciamento automatico | Malga Zambana- La Selletta | 1748-1985                  | 2019                |

#### Rifugi
- Ristorante Baita Lovara (Gaggia)
- Ristorante Bar Albi de Mez
- Ristorante Bar Rindole
- Ristorante Chalet Forst Gaggia
- Ristorante Malga Terlaga
- Ristorante Malga Zambana
- Ristorante Pub Laghet
- Rifugio Dosso Larici
- Ristorante Paganella 2
- Rifugio Dosson
- Bar Pizzeria Apres Tre-3 (Santel)
- Rifugio Meriz
- Rifugio La Roda (Cima Paganella)
- Ristorante Ski Bar (Laghet)
- Malga Fai

## Un canto alpino

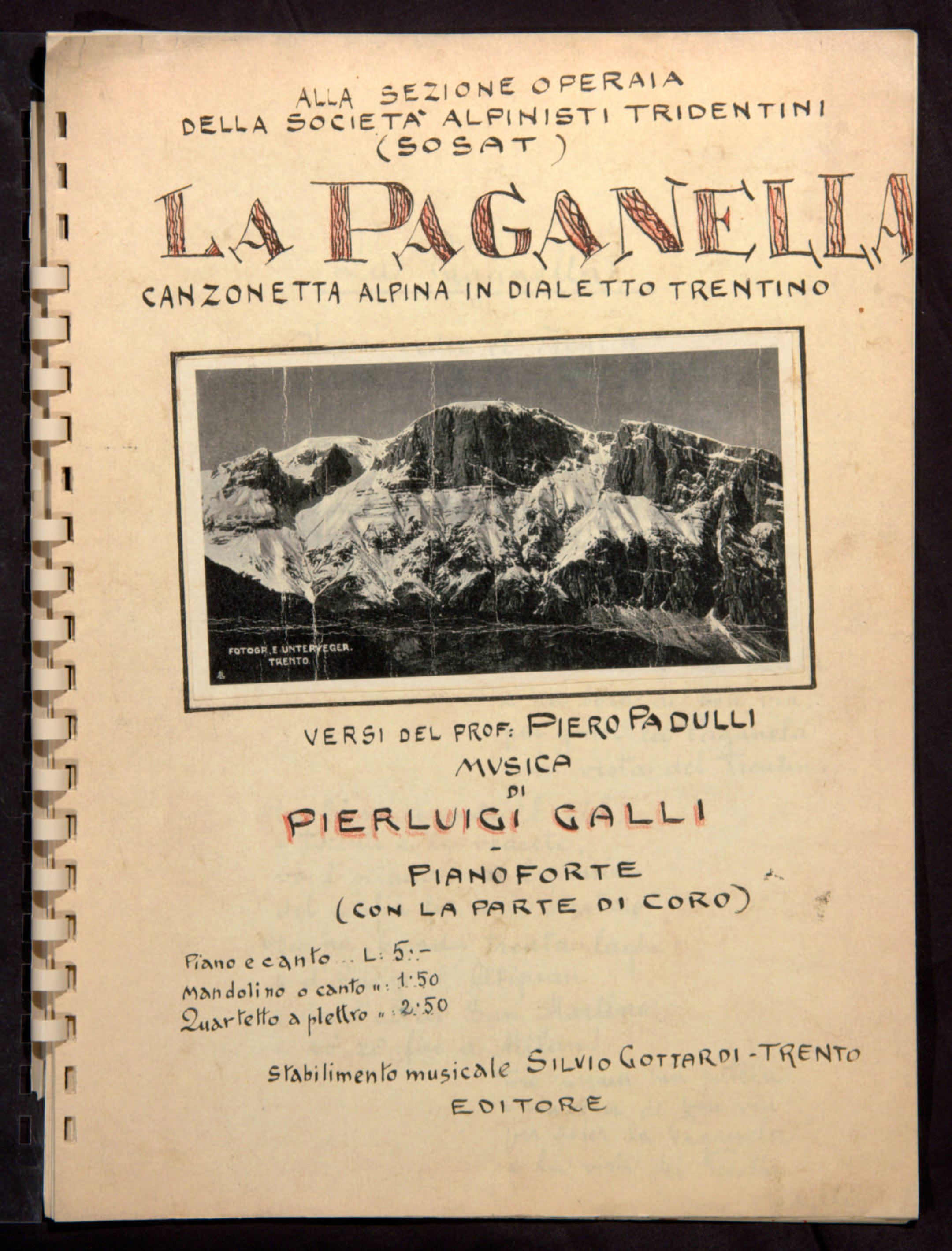
Il frontespizio della prima edizione de La Paganella, del Coro della SOSAT.

La Paganella, con il suo sopraccitato unico panorama della Val d'Adige che offre, ha ispirato pure un canto alpino intitolato appunto "La Paganella". Questo brano per sole voci maschili dalla tipica allegra sonorità della musica corale di montagna è molto conosciuto soprattutto nelle registrazioni del famoso Coro della SAT: la struttura musicale si impone fra le più complesse nel repertorio della musica di montagna, ed è accompagnata da un testo (in dialetto trentino) che accenna immancabilmente alla compagnia femminile e alla degustazione di vino, il tutto sulla sommità della Paganella elevata ormai a cima quasi sacra.
Dal testo alcuni versi tradotti riportano la grandiosità della vista godibile dal versante est:
...Da lassù si vede il cielo, i torrenti e le vedrette.

Da una parte i Trenta Laghi, e d'Asiago l'altipiano;

e dall'altra S. Martino e giù giù fino a Milano.»